# Liste der Berliner Fußballmeister des VBB 1898–1911
Die Liste der Berliner Fußballmeister des VBB 1898–1911 umfasst alle Meister des Verbandes Berliner Ballspielvereine (VBB) der Jahre 1898 bis 1911. Am 1. September 1897 wurde der Verband unter dem Namen Verband Deutscher Ballspielvereine (VDB) als Alternative zum Deutschen Fußball- und Cricket Bund (DFuCB) gegründet. Am 10. Mai 1902 erfolgte die Umbenennung in Verband Berliner Ballspielvereine. In der Folgezeit entstanden in Berlin weitere Fußballverbände, so dass am 29. April 1911 der Verband zusammen mit dem Märkischen Fußball-Bund (MFB) und dem Verband Berliner Athletik-Vereine (VBAV) zum Verband Brandenburgischer Ballspielvereine (ebenfalls VBB) fusionierte.
Die Berliner Fußballmeisterschaft des VBB wurde anfangs in einer Gruppe mit einer pro Saison wechselnden Anzahl an Mannschaften ausgespielt. In der Saison 1901/02 gab es zwei Gruppen zu je sechs Mannschaften, deren Sieger in Finalspielen den Fußballmeister des VBB ausspielten. Ab der darauf folgenden Saison wurde in einer Gruppe mit acht bzw. ab der Saison 1908/09 mit neun Mannschaften gespielt.
Zu den Anfängen des Fußballs wurde noch keine deutsche Fußballmeisterschaft ausgespielt. Erst ab 1902/03 gab es diese Meisterschaft, für die sich die Sieger der einzelnen Regionalverbände qualifizierten, so auch die Sieger des VBB. Auch deutschlandweit erreichten die Berliner Fußballvereine große Erfolge und dominierten mitunter die frühen Jahre des deutschen Fußballs, so drang der BTuFC Britannia 1892 in der zweiten ausgespielten Fußballmeisterschaft 1903/04 bis ins Finale vor, welches jedoch nicht ausgespielt wurde. Bei der deutschen Fußballmeisterschaft 1904/05 konnte sich der BTuFC Union 1892 durchsetzen und wurde somit zweiter deutscher Fußballmeister. Der BTuFC Viktoria 89 war mit zwei gewonnenen deutschen Meistertiteln sowie zwei weiteren Finalteilnahmen der deutschlandweit erfolgreichste Verein des VBB.

## Berliner Fußballmeister 1898–1911
| Jahr      | Berliner Meister     | Abschneiden deutsche Meisterschaft  | Deutscher Meister                   |
| --------- | -------------------- | ----------------------------------- | ----------------------------------- |
| 1897/98   | BTuFC Britannia 1892 | keine deutsche Fußballmeisterschaft | keine deutsche Fußballmeisterschaft |
| 1898/99   | BFC Preussen         | keine deutsche Fußballmeisterschaft | keine deutsche Fußballmeisterschaft |
| 1899/1900 | BFC Preussen         | keine deutsche Fußballmeisterschaft | keine deutsche Fußballmeisterschaft |
| 1900/01   | BFC Preussen         | keine deutsche Fußballmeisterschaft | keine deutsche Fußballmeisterschaft |
| 1901/02   | BTuFC Viktoria 89    | keine deutsche Fußballmeisterschaft | keine deutsche Fußballmeisterschaft |
| 1902/03   | BTuFC Britannia 1892 | Viertelfinale                       | VfB Leipzig                         |
| 1903/04   | BTuFC Britannia 1892 | Finale                              | kein Meister                        |
| 1904/05   | BTuFC Union 1892     | Gewinner                            | BTuFC Union 1892                    |
| 1905/06   | BFC Hertha 92        | Halbfinale                          | VfB Leipzig                         |
| 1906/07   | BTuFC Viktoria 89    | Finale                              | Freiburger FC                       |
| 1907/08   | BTuFC Viktoria 89    | Gewinner                            | BTuFC Viktoria 89                   |
| 1908/09   | BTuFC Viktoria 89    | Finale                              | FC Phönix Karlsruhe                 |
| 1909/10   | BFC Preussen         | Viertelfinale                       | Karlsruher FV                       |
| 1910/11   | BTuFC Viktoria 89    | Gewinner                            | BTuFC Viktoria 89                   |

## Rekordmeister
Rekordmeister des VBB ist der BTuFC Viktoria 89, welcher den Titel 5-mal gewinnen konnten.
|  | Verein               | Titel | Jahr                         |
|  | -------------------- | ----- | ---------------------------- |
|  | BTuFC Viktoria 89    | 5     | 1902, 1907, 1908, 1909, 1911 |
|  | BFC Preussen         | 4     | 1899, 1900, 1901, 1910       |
|  | BTuFC Britannia 1892 | 3     | 1898, 1903, 1904             |
|  | BTuFC Union 1892     | 1     | 1905                         |
|  | BFC Hertha 92        | 1     | 1906                         |